# Schizoporella incerta
Schizoporella incerta är en mossdjursart som beskrevs av Arnold Girard Kluge 1929. Schizoporella incerta ingår i släktet Schizoporella och familjen Schizoporellidae. Inga underarter finns listade i Catalogue of Life.